# كازوريا
كازوريا (بالإيطالية: Casoria)‏، مدينة إيطالية في جنوب البلاد، ضمن مقاطعة نابولي في إقليم كامبانيا، شمال شرق نابولي وتبعد عنها 12 كم، سكانها 81,888 نسمة.

## السكان
في سنة 1861 بلغ عدد السكان 7٬214 نسمة، وتطور العدد ليصل في سنة 2011 لـ 78٬647 نسمة.
يظهر هذا المخطط البياني تطور النمو السكاني لـ كازوريا

## أعلام
- فينتشنزو بيكاردي